# James Bond (ornitólogo)
James Bond (Filadelfia, Estados Unidos, 4 de enero de 1900-Filadelfia, 14 de febrero de 1989) fue un ornitólogo estadounidense cuyo nombre fue utilizado por el escritor Ian Fleming para su espía de ficción James Bond.
El auténtico Bond nació en Filadelfia y trabajó como ornitólogo para la Academy of Natural Sciences de esa ciudad, llegando a ser el conservador de aves. Fue un experto en aves del Caribe y escribió lo que se considera la obra definitiva sobre el tema, A Field Guide to the Birds of the West Indies, publicada por primera vez en 1936, cuya quinta edición todavía se encuentra disponible (ISBN 0-618-00210-3).
Ian Fleming, que era un observador de aves aficionado que vivía en Jamaica, estaba familiarizado con el libro de Bond y eligió ese nombre para su personaje de Casino Royale en 1953, aparentemente porque buscaba un nombre que fuese lo más común posible. Fleming escribió a la esposa del auténtico Bond: «Me pareció que este nombre breve, poco romántico, anglosajón pero a la vez tan masculino era justo lo que necesitaba, y así nació un segundo James Bond». En la vigésima película de James Bond, Die Another Day, se ve cómo Pierce Brosnan, interpretando al Bond de ficción, examina el libro Birds of the West Indies en una escena en La Habana, Cuba, y además se hace pasar por ornitólogo, como el verdadero James Bond, en la escena en que Halle Berry sale del agua.
Bond ganó la Medalla Musgrave del Institute of Jamaica en 1952, la medalla Brewster de la American Ornithologists Union en 1954 y la medalla Leidy de la Academy of Natural Sciences en 1975.
Murió en el hospital Chestnut Hill de Filadelfia a la edad de 89 años.